# 山口美由紀
山口 美由紀（やまぐち みゆき、女性、1965年〈昭和40年〉6月30日 - ）は、福岡県北九州市八幡西区出身の少女漫画家。

## 来歴・人物
雑誌初出は1982年、第77回花とゆめまんが家コーストップ賞の「星のむこう夢のむこう」。翌1983年、白泉社『花とゆめ』掲載の「すきゃんだる★ララバイ」にて正式デビュー。同年、「スクラップ・ランチはいかが？」で第8回白泉社アテナ大賞を受賞。活動の場を隔週刊『花とゆめ』、隔月刊『ザ花とゆめ』、隔月刊『メロディ』（いずれも白泉社）と異動しつつ活躍する。
代表作に『フィーメンニンは謳う』、『朝からピカ☆ピカ』、『春告小町』など。
2018年頃まで30年以上白泉社の主に少女漫画誌で活動してきたが、近年ではハーレクイン原作のコミカライズも手掛けている（2023年時点）。
2023年10月5日、児童書レーベル・角川つばさ文庫で連載継続中の青春ラブコメ小説『サキヨミ!』（原作：七海まち／キャラ原案：駒形）のコミカライズを、『白泉社オリジナル×LINEマンガ』にて開始した。
なお、漫画になるにあたり、主人公の美羽たちの年齢が中学生から高校生に変更されていると、原作者より初回配信日に告知があった。
血液型はA型。北九州市立香月中学校、福岡県立八幡南高等学校卒業。高校卒業後、美術系専門学校に通う。

## 作風
人間に対する作者の暖かな視線を感じられる作風で、ハッピーエンドではない作品においても、何かしらの希望が感じられる読後感のよさが特徴的である。初期には元気いっぱいの学園ものが多かったが、ファンタジー、SF、時代物と様々なジャンルでも意欲的に作品を手がけている。いずれも少女漫画の王道と呼べるような作品であり、爆発的ではないものの、息の長い人気がある。短編作品が多い。
絵柄はいくらかの変化はみられるものの、繊細で優美な筆致による柔らかくふっくらとした雰囲気が特徴的。柔らかい配色と線描で、手書きの良さが活かされたアナログ（水彩など）のカラーイラストにはファンも多く、画集出版の声もある。

## 作品リスト

### 花とゆめコミックス
- V-K☆カンパニー（全5巻、1985年 - 1988年）
- ダンガン×ヒーロー（全4巻、1988年 - 1989年）
- プリンセス症候群（シンドローム）（全1巻 / 短編集、1989年）
- おんなのこ季節（シーズン）（全1巻 / 短編集、1989年）
- 音匣（オルゴール）ガーデン（全1巻、1990年）
- フィーメンニンは謳う（全5巻、1990年 - 1992年）
- タッジー・マッジー（全6巻、1992年 - 1994年）
- 朝からピカ☆ピカ（全9巻、1995年 - 1999年）
- おひさまの世界地図（全1巻 / 短編集、1996年）
- サウスプリンス☆ノースプリンセス（全1巻 / 短編集、1997年）
- ドラゴン・ナイト（全1巻、2000年）
- ひとゆり峠（全1巻、2000年）
- 踊り場ホテル（全1巻 / 読みきり連作、2001年）
- マジック☆マイスター（全1巻、2002年）
- 春告小町（全4巻、2002年 - 2004年）
- ロケット☆マイスター －マジック☆マイスターシリーズ２－（全1巻、2003年）
- 天空聖龍〜イノセント・ドラゴン〜（全9巻、2005年 - 2011年）
- パラダイス・パイレーツ（全5巻、2012年 - 2015年）
- あなたのお背中、流したい。（全3巻[11]、2016年 - 2018年）

### 花とゆめコミックススペシャル
- サキヨミ！（作画：山口美由紀、原作：七海まち、キャラ原案：駒形 / 既刊2巻[12][13][14]、2023年 - 連載中）

### 白泉社文庫
- フィーメンニンは謳う（全2巻、2002年）
- タッジー・マッジー（全3巻、2006年）

### ハーレクインコミックス・キララ（ハーパーコリンズ・ジャパン）
- 赤毛のアデレイド（原作：ベティ・ニールズ、2023年2月、全1巻、ISBN 978-4-596-76723-3[注 4]）
- 幻のシャトオ（原作：サラ・クレイヴン、2023年11月、全1巻、ISBN 978-4-596-52892-6[注 5]）
- 仮面の女（原作：ローリー・フォスター、2024年7月、全1巻、ISBN 978-4-596-63976-9[注 6]）

＜電子書籍・先行＞
＊雑誌販売の翌月より先行で単話配信してから、上述通り、紙書籍版コミックスの発行まで何年かかかる形態となっている。
- 甘い冒険（原作：ジル・シャルヴィス、2021年）
- ベリーメリー ステップクリスマス（原作：バーバラ・ボズウェル、2022年）
- 修道女は禁断の愛に涙する（原作：ジャッキー・アシェンデン、2023年）

### コミックス未収録作品
- LOVE2目が6つ。（ザ花とゆめ2000年3/1日号）
- 14ラビリンス（ザ・花とゆめ2000年6/1号）
- LOVE2目が10コ（ザ・花とゆめ2000年10/1号）
- たとえるなら薔薇（ザ・花とゆめ2001年8/1号）
- 月に棲む鳥（花とゆめ2001年12号、「星と太陽と大地と君と」と同シリーズ）
- 百色堂図鑑（メロディ2003年8月号）
- 薔薇男（読切、扉絵カラーあり 61P、メロディ2011年6月号）

### 画集
- 山口美由紀カードギャラリー（1987/4月￥500）
- 山口美由紀画集 CONGRATULATION（1991/12月）
- イラスト妖精図鑑 Fairy Note（1999/6月チェリッシュブック・ピュア版）

### イメージアルバム
- MIYUKI WORLD－美由紀・界－（1989/11/21、テイチクエンタテインメント発売）
  1. V-K☆カンパニー（ショート・ストーリー）
  2. 自分らしくアイ・ラヴ・ユー（V-K☆カンパニー・テーマ）
  3. ダーティー・ビューティー・ガイ（同/悪役三人組）
  4. クローバー・イノセンス~ディア・ライナス（夢降る森のおとぎ話テーマ）
  5. プリンセス（同/白雪姫と7人の小人）
  6. Lie☆Lieリトル・アイランド（ショート・ストーリー）
  7. そんなことではLADYになれない（Lie☆Lieリトル・アイランド/素敵な大人になりたい）
  8. Lie☆Lieリトル・アイランド（ショート・ストーリー）
  9. マニッシュ（ダンガン×ヒーロー/あきらのテーマ）
  10. ダンガン×ヒーロー（ショート・ストーリ）
  11. ジャスティス（ダンガン×ヒーロー）
  12. おんなのこ季節（ショート・ストーリー）
  13. 星屑のスクール（おんなのこ季節）

### 小説の挿絵
- そして季節は緑に変わる（阪本直子作・白泉社刊）